# Ep-Leitung
Als ep-Leitung wird ein Verbindungskabel zwischen den Eisenbahnfahrzeugen genannt, welches für den Betrieb der elektropneumatischen Bremse (ep-Bremse) notwendig ist. Dieses Kabel befindet sich normalerweise zwischen pneumatischen Anschlüssen der Haupt- und Speiseleitung und ist in seiner ursprünglichen Form vierpolig zur Steuerung der ep-Bremse ausgeführt. Die Anordnung der Steckerstifte und eine Führungsnut erzwingen das polrichtige Verbinden von Stecker und Steckdose. Im Gegensatz zu den meisten anderen Steckverbindungen befinden sich die Stifte in der Steckdose und die Buchsen im Stecker. Die Stecker gewährleisten damit bei der Handhabung den Berührungsschutz. Ein optionaler Schnappschalter in den Steckdosen dient der Meldung eines eingesteckten Steckers.

## Zweck
Das System mit der ep-Leitung wird speziell bei der Zugbildung bestehend aus Lokomotiven und Personenwagen eingesetzt. Die ep-Leitung unterstützt dabei die Hauptluftleitung mittels elektrischer Signale bei der Ansteuerung der Druckluftbremse. Durch elektrisch gesteuertes gleichzeitiges Lösen und Anlegen der Bremsen in allen mitgeführten Fahrzeugen kann u. a. ein guter Fahrkomfort aufrechterhalten werden.

## Standard UIC 541-5

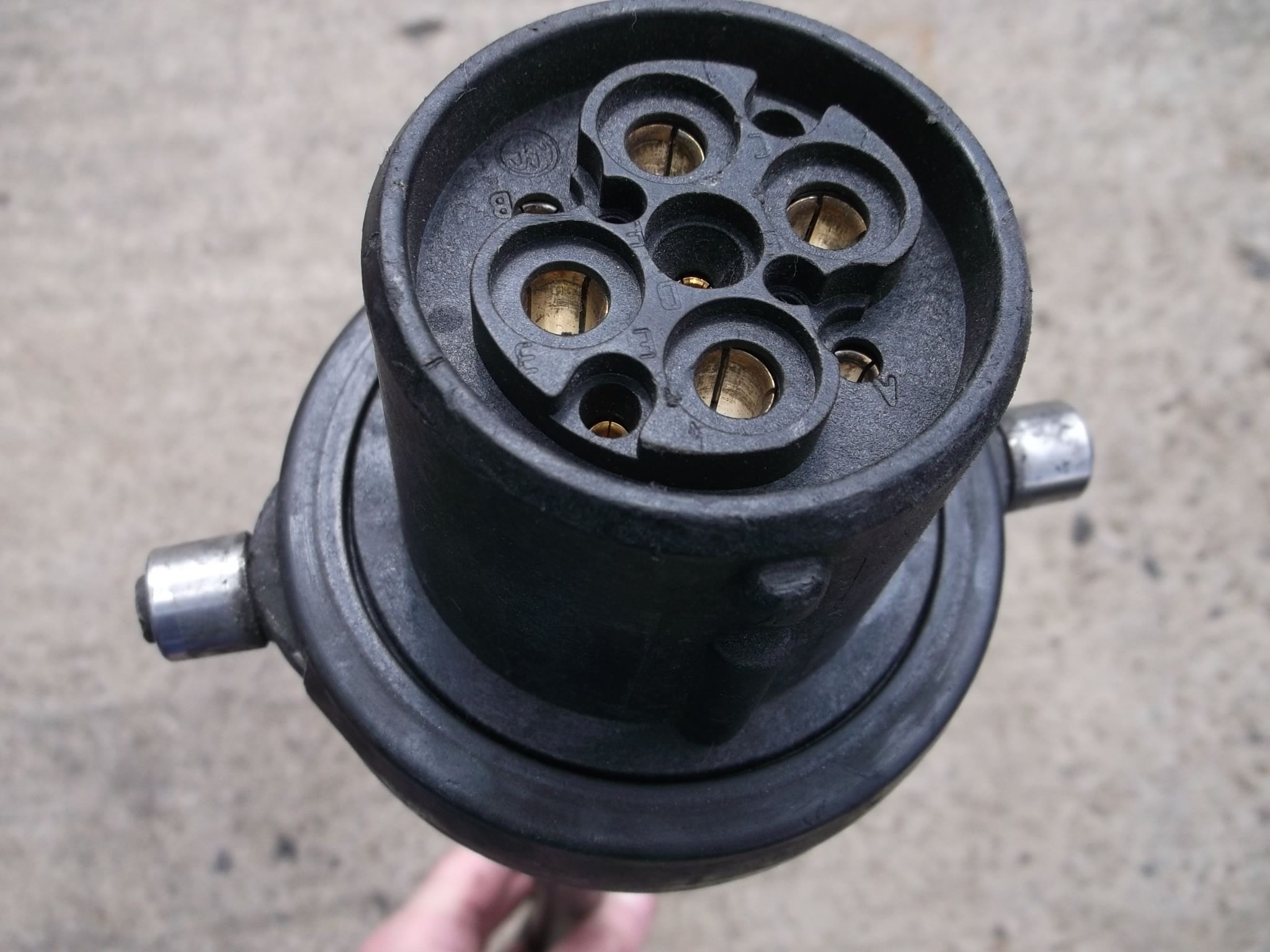
Neunpoliger Stecker der Steuerleitung für UIC-ep-Bremse

Mit diesem Standard wurde das Kabel auf neun Pole erweitert, wobei die bisherigen Funktionen um die Meldung „Notbremse gezogen“ an das führende Fahrzeug sowie um die Aktivierung der Notbremsüberbrückung ergänzt wurden. Dabei kann über einen elektrischen Impuls aus dem führenden Fahrzeuges ein Notbremsüberbrückungsventil in jenem Fahrzeug aktiviert werden, in dem eine Fahrgastnotbremse betätigt wurde. Dadurch wird die (weitere) Entlüftung der Hauptluftleitung blockiert und ein unerwünschter Halt unterbunden.
Zudem steht eine 120-Ω-Datenleitung zur Verfügung. Diese kann anstelle des 18-poligen UIC-Kabels ebenfalls für den Zugbus (WTB) oder eine andere Art der Wendezugsteuerung genutzt werden. Über Pilotkontakte oder Druckschalter am Zugende wird eine Zugschlussüberwachung realisiert. Die vormals vierpoligen Steckvorrichtungen sind mit dem neunpoligen ep-Kabel kompatibel. Allerdings fehlt auf der vierpoligen Leitung die Funktion der Notbremsüberbrückung und die 120-Ω-Datenleitung.
Bei Güterwagen kann die ep-Leitung in begrenztem Maße auch zur Energieversorgung genutzt werden.
Die Steckverbindungen befinden sich im Gegensatz zu denen der UIC-Leitung nicht im Wagenübergang, sondern unter den Kopfstücken innerhalb der Heizungs- bzw. Zugsammelschienenkupplungen. Bei Wagen liegt in Fahrtrichtung vorn rechts die Steckdose und vorn links die Leitung mit Stecker und eine Blinddose. Bei Fahrzeugen, die regelmäßig an der Zugspitze laufen, das betrifft Lokomotiven und die Führerstandsenden von Steuerwagen, gibt es wie bei der Zugsammelschiene in der Regel zwei Steckdosen und im Fahrzeug mitgeführte lose Verbindungsleitungen mit zwei Steckern.

## Standard UIC 541-6
Dieser Standard basiert auf dem in Deutschland eingesetzten Vorläuferstandard NBÜ2004. Mit dem neueren System wurde die Aderbelegung und die elektrischen Signalparameter für die Notbremsüberbrückung abgeändert und die sogenannte Notbremsanforderung eingeführt.
Der wesentliche Unterschied zum Standard UIC 541-5 besteht darin, dass die NBÜ-Ventile nun fortlaufend vorangesteuert werden können, insbesondere bei Fahrt auf freier Strecke. Dadurch wird selbst ein kurzzeitiges Entlüften der Hauptluftleitung verhindert, falls eine Fahrgastnotbremse betätigt wird. Eine ungewollte Bremsung bei niedrigen Geschwindigkeiten kann dadurch wirksam verhindert werden. Mit dem Standard wurde auch die Übertragung der Meldung „Notbremse betätigt“ an das führende Fahrzeug abgeändert.
Die Systeme UIC 541-5 und 541-6 sind mit Ausnahme der Funktionen der ep-Bremse nicht zueinander kompatibel. Auch innerhalb des Standards UIC 541-6 sind von der internationalen Vorgabe abweichende Aderbelegungen und Spannungspegel für die Vorsteuerung der NBÜ-Ventile zulässig. Aus diesem Grund müssen Zugkompositionen immer aus in dieser Hinsicht technisch artenrein Einzelfahrzeugen zusammengestellt werden. Es ist möglich, Fahrzeuge so auszustatten, dass sie beide bzw. mehrere Beschaltungsvarianten nutzen.

## Steuerung der ep-Bremse und der NBÜ über UIC Kabel
Für die oben genannten Funktionen existiert auch ein weiteres System für Reisezugwagen, welches die Leitungen des 13- bzw. 18-poligen UIC-Kabels mittels Mehrfachnutzung bestehender Leitungsadern nutzt. Das System wird vor allem bei Wagen und Lokomotiven angewendet, welche nicht über die ep-Leitung nach UIC 541-5 bzw. 541-6 verfügen. Es existieren auch Fahrzeuge, welche beide Arten der Zugsteuerleitungen besitzen und die Funktionen über Kabelwege umsetzen können.
Abseits davon gibt es weitere Verfahren, welche nur in technisch zueinander kompatiblen Zuggarnituren eingesetzt werden können.

## Andere Verwendungen des Begriffs »ep-Bremse«
In Eisenbahnfahrzeugen werden oftmals auch andere elektropneumatische Bremsverfahren als ep-Bremse bezeichnet, sobald zur Ansteuerung von Bremsdrücken Magnetventile beteiligt sind. Beispiele dafür sind die Altbautriebwagen der Berliner S-Bahn, deren einlösige Druckluftbremsen durch die elektropneumatische Steuerung mehrlösig wurden sowie Reisezugwagen in der ehemaligen UdSSR und ihren Nachfolgestaaten. Bei diesen gab und gibt es ebenfalls eine zusätzliche elektropneumatische Steuerung der einlösigen Druckluftbremse Bauart Matrossow.